# Pelangia mbutaensis
Pelangia mbutaensis – gatunek ryby z rodziny tęczankowatych (Melanotaeniidae), jedyny przedstawiciel rodzaju Pelangia.